# El Ronquillo
El Ronquillo è un comune spagnolo di 1 351 abitanti situato nella comunità autonoma dell'Andalusia.